# Lanzadera Imperial Theta

La Lanzadera Imperial Theta o Lanzadera T-2c clase-Theta es una nave tri- ala de transporte personal en el universo ficticio de Star Wars. La Lanzadera tiene un alto nivel de seguridad, por lo que es usada como nave personal del Canciller Supremo Palpatine y por altos cargos políticos y personajes de relevancia como transporte entre planetas y naves estelares.

## Características
La Lanzadera Theta supera en potencia de fuego a cualquier caza estelar, controlada por ordenador o desde su cuadro de mando y puesto de comunicaciones y artillería de cabina. Las largas alas plegables proyectan potentes campos de blindaje y aportan estabilidad en vuelos atmosféricos.
Durante el aterrizaje las largas alas se pliegan hacia arriba para caber en la escotilla principal. La nave apaga los motores de iones y se posa suavemente con los elevadores antigravedad. En el descenso los escáneres conectados con el armamento computerizado exploran el entorno para eliminar al instante cualquier amenaza contra la nave o sus ocupantes.
La Lanzadera fue modificada por los Magos de Warthan, los mejores técnicos navales de la galaxia, que ha petición de Palpatine instalaron un reflector de hiperondas similar a los secretos dispositivos de búsqueda Jedi para las comunicaciones transgalácticas, así como encubridores que hacen que en los escáneres aparezca un interior vacío.

## Guerras Clon
Tras una serie de asesinatos y secuestros durante las Guerras Clon la Lanzadera se utilizaba para trasportar sin peligro a mandatarios, senadores y cortesanos, hecho que le sirve a Palpatine como base móvil para sus planes de dominio galáctico. Líderes separatistas, senadores corruptos y otros altos dignatarios han sido objeto de soborno, coacciones y amenazas en el compartimento de seguridad de la nave. Palpatine ha empleado sueros de la verdad, potenciadores del control mental, aparatos de tortura y desmemorizadores en sus negociaciones. Otros recursos místicos Sith que canalizan al Lado Oscuro de la Fuerza le sirven para atender a su aprendiz herido, Darth Vader, durante el viaje de Mustafar al centro médico secreto de Coruscant.

## Símbolo Imperial
En los años del Imperio Galáctico, los sistemas de flota Sienar arrebatan a la Fábrica Espacial Cygnus el contrato de la línea de lanzaderas. Los mejores ingenieros de Cygnus, atraídos por sustanciosos salarios, yates galácticos personales y un porcentaje sobre los beneficios futuros, emigran a Sienar con sus diseños. Posteriormente, la Lanzadera Theta y sus variantes se convierten en símbolo del prestigio imperial con la llegada de su nuevo modelo denominado Lanzadera Imperial Tyridium.